# غريس أوغوت
غريس إميلي أوغوت (وُلِدّت باسم آكيني؛ 15 مايو 1930 - 18 مارس 2015) مؤلفة وممرضة وصحافية وسياسية ودبلوماسية كينية. أصبحت هي وتشاريتي واسياما أول أول كاتبّتيْن كينيتين تَنشُران أعماليهما بالإنجليزية. كما كانت من أوائل أعضاء البرلمان الكيني وشَغَلَت منصب مُساعد وزير.

## سيرتها الذاتية
ولدت أوغوت غريس إميلي آكيني لعائلة مسيحية في 15 مايو 1930 في أسيمبو، في محافظة نيانزا، كينيا - وهي قرية ذات كثافة سكانية عالية تقطنها مجموعة لوو العرقية ذات الغالبية المسيحية. كان والدها، جوزيف نياندوغا، من أوائل رجال قرية أسيمبو ممَن حصلوا على تعليم غربي. وتحول مبكراً إلى مذهب الكنيسة الأنجليكانية وعمل بالتدريس في مدرسة نجيا للبنات التابعة للجمعية التبشيرية الكنسية. تعلمت أوغوت من والدها قصص العهد القديم ومن جدتها تعلمت الحكايات الشعبية التقليدية للمنطقة التي استلهمت منها لاحقاً.
كانت خلفية أوغوت غريس مثيرة جداً للاهتمام. فقد التحقت بمدرسة نجيا للبنات ومدرسة بوتيري الثانوية طوال فترة شبابها. من 1949 إلى 1953، تدربت كممرضة في مستشفى تدريب التمريض في أوغندا. وعملت لاحقاً في لندن، إنجلترا، في مستشفى سانت توماس للأمهات والأطفال. ثم عادت إلى مهنة التمريض بأفريقيا في 1958، حيث عملت في مستشفى ماسينو، الذي تديره جمعية التبشير الكنسية في مقاطعة كيسومو، كينيا. بعد ذلك، عمل أوغوت في كلية ماكيريري الجامعية في خدمات صحة الطلاب. وكانت أول امرأة من كينيا تنشر كتاباتها باللغة الإنجليزية.
بالإضافة إلى خبرتها في مجال الرعاية الصحية، اكتسبت أوغوت خبرة في العديد من المجالات المختلفة، حيث عملت في خدمة بي بي سي لما وراء البحار ككاتبة نصوص ومذيعة في برنامج «لندن تنادي شرق ووسط أفريقيا»، فقد كانت تدير برنامجاً إذاعياً بارزاً بلغة لوو وعملت كموظفة تنمية مجتمعية في مقاطعة كيسومو وكمسؤولة علاقات عامة في شركة طيران الهند في شرق أفريقيا.
في 1975، شغلت أوغوت منصب مندوب كيني في الجمعية العامة للأمم المتحدة. بعد ذلك، في 1976، أصبحت عضوة في الوفد الكيني لليونسكو. وفي ذلك العام، ترأست جمعية الكُتاب الكينيين وساعدت في تأسيسها. في 1983 أصبحت واحدة من بين عدد قليل من النساء اللواتي يعملن كنائبة في البرلمان والمرأة الوحيدة التي تشغل منصب مساعد للوزير في حكومة الرئيس دانيال آراب موي وقتها.

## حياتها الشخصية
في 1959، تزوجت غريس أوغوت من أستاذ التاريخ بيثويل ألان أوغوت وهو من قبيلة لوو فرع غيم وأصبحت فيما بعد أُماً لأربعة أطفال. وقد دُمجّ ميلها لرواية القصص واهتمام زوجها بالتقاليد الشفوية والتاريخ لشعوب لوو ضمن مسيرتها الكتابية لاحقاً. توفيت أوغوت في 18 مارس 2015.

## أعمالها

### مسيرتها الكتابية
في 1962، قرأت غريس أوغوت قصتها القصيرة «عام التضحية» في مؤتمر حول الأدب الأفريقي في جامعة ماكيريري في أوغندا. وبعد اكتشافها عدم وجود أعمال أخرى مقدمة أو منشورة لكُتّاب شرق إفريقيا، أصبحت أوغوت متحمسة لنشر أعمالها، والتي نشرتها لاحقاً بلغة لوو وباللغة الإنجليزية. ظهر «عام التضحية» كأول عمل منشور لأوغوت في المجلة الأفريقية بلاك أورفيوس في 1963. في 1964، نُشرّت قصتها القصيرة «جاء المطر» كجزء من مجموعة القصص الأفريقية المعاصرة، شارك في تحريرها إزكيل مفاهليل، الذي نظم المؤتمر المذكور سابقاً حول الأدب الأفريقي في جامعة ماكيريري في أوغندا في 1962. «جاء المطر» هو نسخة مُنقحة من «عام التضحية» ولكنه اُختُصرّ إلى حد كبير وجاء ببداية ونهاية مختلفتين. وفي 1964 أيضاً، نُشرت القصة القصيرة «عنبر 9» في مجلة ترانزيشن.
نُشرت رواية أوغوت الأولى «الأرض المَوْعُودة»، التي تدور أحداثها في ثلاثينيات القرن الماضي، في 1966 وركزت على هجرة قبيلة لوو والمشاكل التي نشأت خلال الهجرة. حيث يُهاجر أبطالها الرئيسيون من نيانزا إلى شمال تنزانيا بحثاً عن الأرض الخصبة والثروة. ركزت الرواية أيضاً على موضوعات الكراهية القبلية والمادية والمفاهيم التقليدية للأنوثة وواجبات الزوجة. شَهَدَ عام 1968 نشر «أرض بلا رعد»، وهي مجموعة من القصص القصيرة تدور أحداثها في أرض لوو القديمة. تُقدم أوصاف أوغوت وأدواتها الأدبية وسردياتها في «أرض بلا برق» نظرة ثاقبة عن ثقافة لوو في شرق إفريقيا فترة ما قبل الاستعمار. وتشمل أعمالها الأخرى؛ «العروس الغريبة» و«المتخرج» و«المرأة الأخرى» و«جزيرة الدموع».
تقع أحداث العديد من قصصها على خلفية بحيرة فيكتوريا ذات المناظر الخلابة وتقاليد شعب لوو. أحد الموضوعات التي تحتل مكاناً بارزاً في أعمال أوغوت هو أهمية التراث الشعبي التقليدي والأساطير والتقاليد الشفوية. يحتل هذا الموضوع صدارة «جاء المطر» وهي حكاية كانت مرتبطة بأوغوت في صغرها، قصتها عليها جدتها، بحيث يجب التضحية بابنة الزعيم لجلب المطر. علاوة على ذلك، تجمع قصص أوغوت القصيرة بين الموضوعات والمفاهيم التقليدية والحديثة، مما يدل على الصراعات والتقاربات الموجودة بين طرق التفكير القديمة والجديدة. في الأرض المَوْعُودة، تقع الشخصية الرئيسية، أوتشولا، تحت مرض غامض لا يمكن علاجه عن طريق التدخل الطبي. وفي النهاية، يلجأ إلى مشعوذ ليعالجه. تشرح أوغوت طُرق التفكير هذه باعتبارها نموذجاً لمزج التفاهمات التقليدية والحديثة، «العديد من القصص التي سردتها تستند إلى الحياة اليومية... وفي التحليل الختامي، عندما تفشل الكنيسة ويفشل المستشفى، فإن هذه سوف يدفع بالناس دوماً إلى شيء يثقون به، شيء يكمن في خلفيتهم الثقافية الخاصة. قد تبدو لنا مجرد خرافات، لكن أولئك الذين يؤمنون به يتعافون. ففي الحياة اليومية في بعض المجتمعات في كينيا، تتعايش العلاجات الحديثة والتقليدية».
هناك موضوعاً آخر غالباً ما يظهر في أعمال أوغوت وهو دور الأنوثة والأنثى. فعبر قصصها، تُظهِر أوجوت اهتماماً بشؤون الأسرة وتكشف عن أدوار الجنسين التقليدية والحديثة التي تتبعها النساء، لا سيما في سياق الزواج والتقاليد المسيحية. يمكن رؤية مثل هذا التركيز في الأرض الموعودة، حيث تبرز كثيراً مفاهيم كل من الأمهات باعتبارهن الحموات النهائيات لأطفالهن والعلاقات الأبوية السائدة بين الزوج والزوجة. اقترح النقاد مثل ماريز كوندي أن تأكيد أوغوت على أهمية دور المرأة في الزواج وكذلك تصويرها للمرأة في الأدوار التقليدية، يخلق نغمة أبوية مهيمنة في قصصها. ومع ذلك، اقترح آخرون أن النساء في أعمال أوغوت يُظهرن أيضاً القوة والنزاهة، كما هو الحال في «السلة الفارغة»، حيث تتناقض شجاعة الشخصية الأنثوية الرئيسية، ألوو، مع إخفاقات الشخصيات الذكورية. على الرغم من ذكائها وتأكيدها لذاتها، تتغلب ألوو على موقف محفوف بالمخاطر بمواجهة ثعبان، بينما يصاب الرجال بالذعر. وبعدما توبخ الرجال وتوصمهم بالخزي، عندها فقط يفيقوا ويقضوا على الثعبان. في قصص أوغوت القصيرة، غالباً ما تتمتع النساء اللواتي يصورن دوماً بشعور قوي بالواجب، كما هو موضح في «جاء المطر»، وتؤكد أعمالها بانتظام على الحاجة إلى التفاهم في العلاقات بين الرجال والنساء.
قبل الاستقلال الكيني، حينما كانت كينيا لا تزال تحت ظل النظام الاستعماري، واجهت أوغوت صعوبات في محاولاتها الأولية لنشر قصصها: «أتذكر نقل بعض قصصي القصيرة إلى مدير [مكتب الأدب في شرق إفريقيا]، بما في ذلك واحدة نُشرّت لاحقاً في صحيفة أورفيوس الأسود. لم يتمكنوا حقاً من فهم كيف يمكن للمرأة المسيحية أن تكتب مثل هذه القصص والمشاركة في التضحيات والأدوية التقليدية وكل شيء، بدلاً من الكتابة عن الخلاص والمسيحية. وبالتالي، لم يتلق عدد لا بأس به من الُكتاب أي تشجيع من الناشرين الاستعماريين الذين ربما كانوا يخشون خروج كُتاب أصوليين ينتقدون النظام الاستعماري».
أجرى لي نيكولز مقابلة معها في 1974 من خلال البث الإذاعي لصوت أمريكا والتي بُثَت بين عامي 1975 و1979 (المحادثات الإذاعية لصوت أمريكا مع الكُتَّاب الأفارقة، رقم 23). لدى مكتبة الكونجرس نسخة من شريط البث والمقابلة الأصلية غير المحررة. يظهر نص البث في كتاب 1981 «مُحادثات مع الكُتَّاب الأفارقة».
نُشرت ثلاث روايات لها بعد وفاتها، بعدما كشف زوجها عنها في 2018.

## مؤلفاتها
من مجموعة مكتبة الكونغرس، واشنطن العاصمة:
- ألوو كود أبول-أبول (1981)، بلغة لوو.
- بر وات (1981)، بلغة لوو.
- الخريج، نيروبي: دار نشر أوزيما، 1980.
- جزيرة الدموع (قصص قصيرة)، نيروبي: مطبعة أوزيما، 1980.
- أرض بلا رعد، قصص قصيرة، نيروبي: دار نشر شرق إفريقيا، 1968.
- مياها، 1983؛ تُرجمّت بعنوان «العروس الغريبة» بقلم أوكوث أوكومو (1989)
- المرأة الأخرى؛ قصص قصيرة مختارة، نيروبي: ترانسافريكا، 1976.
- الأرض المَوْعُودة؛ رواية، نيروبي: دار نشر شرق إفريقيا، 1966.
- العروس الغريبة، مترجمة من لغة لوو (نُشرت في الأصل باسم مياها، 1983) بقلم أوكوث أوكومو؛ نيروبي: هاينمان كينيا، 1989.(ردمك 9966-46-865-X)
- سيمبي نيايما - البحيرة التي غرقت (2018)
- الخرزة الملكية (2018)
- الأميرة نيلاك (2018).